# 丹波生活衣館
丹波生活衣館は（たんばせいかついかん）は京都府福知山市字記にある、丹波生活衣および関連資料の展示保管と来訪者による創作活動の発表の場である市民ギャラリーを併設している施設である。「生活衣」という名称は、日常生活の中で用いた衣類をはじめとする、染織製品を総称することばである。

## 概要
丹波生活衣及び関連品は、福知山市在住の染織家だった河口三千子が夫とともに長期にわたって収集したのち、福知山市の管理に移されたもので、明治から昭和にかけて製作された。1995年（平成7年)5月には、整理の終了した2,076点が福知山市重要資料有形民俗資料の指定を受け、翌1996年（平成8年）に、河口三千子から指定資料を本市に寄贈された。2002年（平成14年）7月には丹波生活衣振興会より1,573点が寄贈された、その後も収集は続けられ、2024（令和6年）現在では約10,000点が収集されている。

## 丹波生活衣及び関連品
丹波生活及び関連品の特徴は、一般的な生活衣（普段着）を中心とするコレクションである。 こうした生活衣はライフスタイルの大きな変化もあって日常的に廃棄されることが多く、栄華絢爛な衣裳に比べて現在ではほとんど見ることのできないもので、近世から近代にかけての文化・生活様式の変遷を収集展示した貴重な資料とされる。
その種類は、子供の衣服から大人の仕事着、普段着、よそいき、式服などの着物をはじめ、蒲団や風呂敷、袋物、糸などに及ぶ丹波の｢衣文化｣を集大成したもので、明治（幕末のものを含む）から大正・昭和の戦争終了後までのものである。地域の生活に密着し、ある程度まとまったこのような資料は例が少なく、なかには過去の所有（使用）者や使用年代が特定できるものもある。

## 展示
開館以来毎年4回の展示替えを行い、その都度時宜にかなったテーマによる展示を行っている。

### 企画展の例
開館20周年特別展「河口三千子 丹波太物」（2022年）
開館20周年にあたり、当館設立に大きく貢献した河口三千子の作品を展示。
冬期企画展「養蚕道具とおカイコさん」（2024年）
福知山の養蚕の歴史を次世代へ伝えることを目的に、昔の養蚕道具（福知山市所蔵）や手順を、昭和初期に編さんされた「養蚕御大典奉祝献上写真」とともに紹介。
裏勝り（うらまさり）　羽裏（はうら）の美（2024年）
「裏勝り」とは、表地よりも裏地のお洒落に凝ることである。江戸時代に幕府が出した「贅沢な服を着てはいけない」という奢侈禁止令に対し考えられた工夫で、黒や茶の地味な色の羽織の裏地に、絢爛豪華な絵が描かれた。本展では、普段は表に出ない、羽裏（はうら／羽織の裏地）や襦袢を展示している。

## 体験コーナー
裂織(さきおり)体験
機織り(はたおり)機（高機／たかばた）を使った裂織体験で、コースター（約10センチメートル角）などがいつでも制作できる。

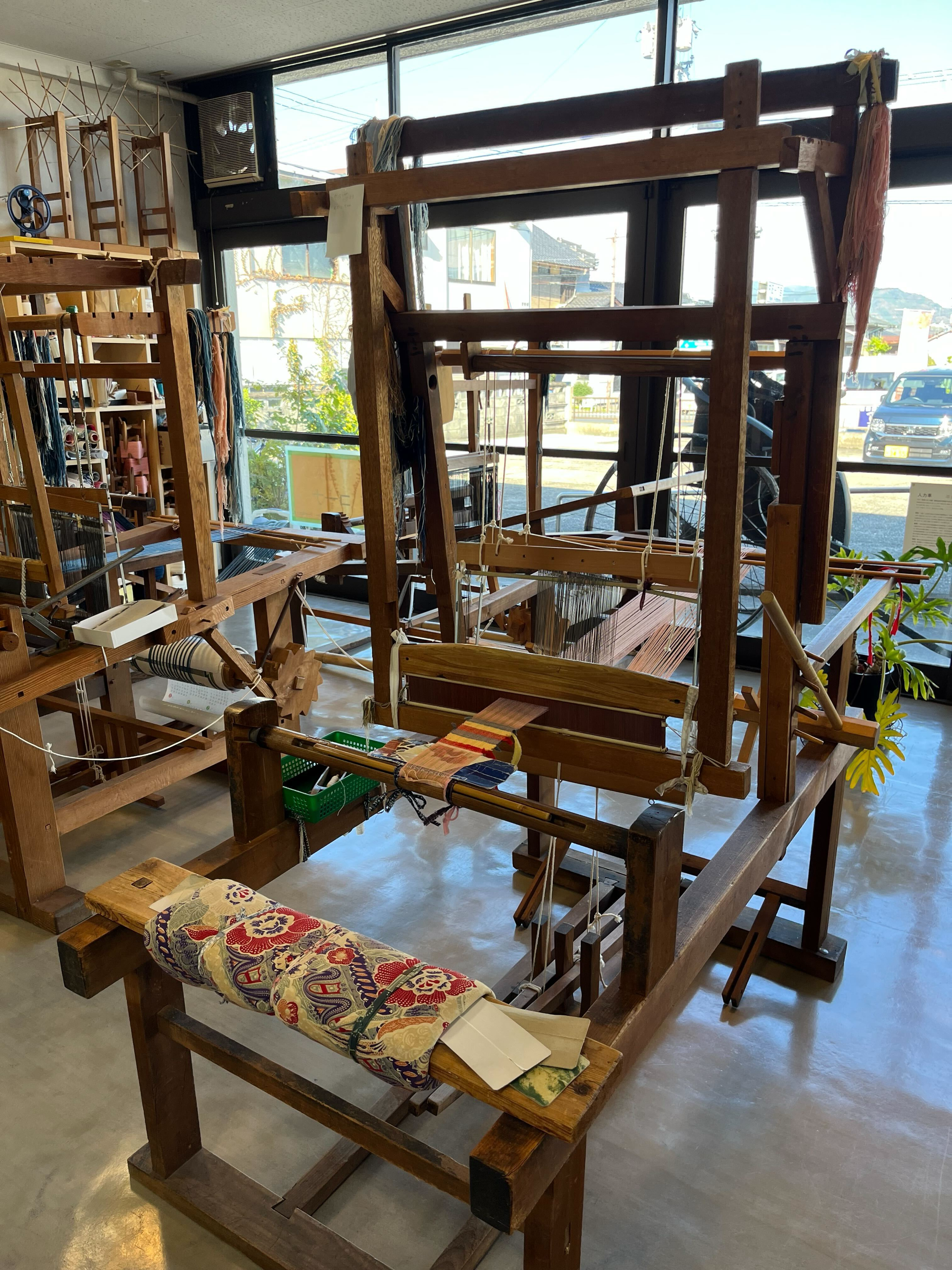
丹波生活衣館にある織機
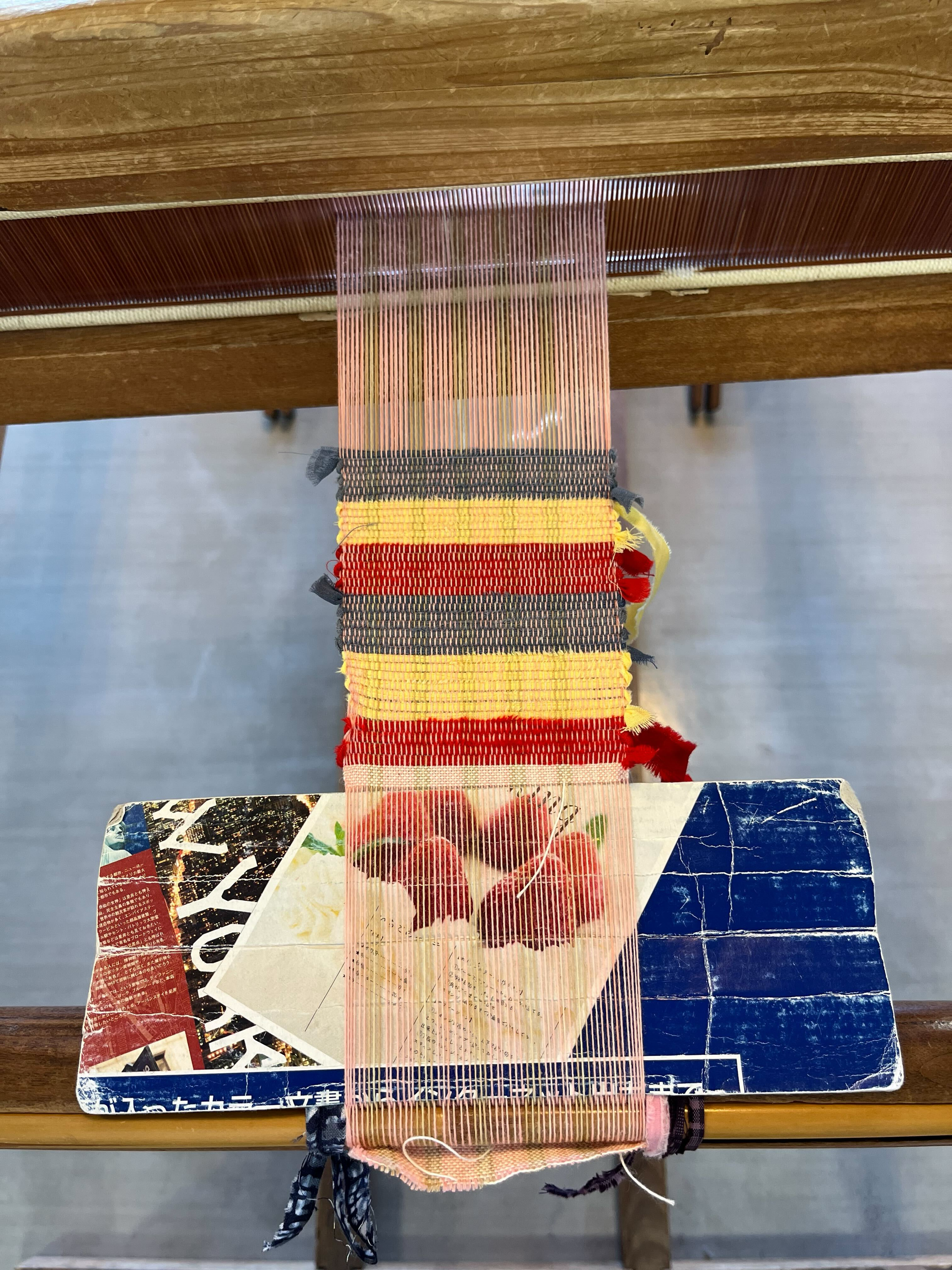
丹波生活衣館の裂織体験で作成したコースター

組みひも体験
組ひも台を使って、絹糸や綿糸のミサンガが制作できる。

## 開館情報
- 開館時間:9:00 - 17:00（入館は16:30まで）
- 休館日:毎週火曜日（祝日の場合は翌日）、12月28日 - 12月31日、1月4日 - 1月6日

### 入館料
無料（施設利用は一部有料）